# Tlepólemo (regente de Ptolemeu V Epifânio)
Tlepólemo foi um regente do faraó macedônio Ptolemeu V Epifânio.

## Personalidade
Segundo as Histórias, de Políbio, Tlepólemo, que era muito jovem quando se tornou regente,  era frívolo  e gostava da fama, mas, de modo geral, tinha mais qualidades que defeitos. Ele era capacidado na condução da guerra, naturalmente corajoso e gostava de lidar com os soldados, mas era incompetente para lidar com questões delicadas de política e na administração financeira.

## Situação no Egito no início do reinado de Ptolemeu V
Quando Ptolemeu IV Filopátor faleceu, seus ministros Agátocles e Sosíbio falsificaram um testamento, pelo qual eles seriam os guardiães de Ptolemeu V Epifânio, filho de Ptolemeu IV e Arsínoe III. Eles então trouxeram duas urnas, com os ossos do rei Ptolomeu IV e da rainha Arsínoe III, só que na urna da rainha havia especiarias.
Após o funeral, o povo começou a comentar o que havia acontecido com Arsínoe III, levando à revolta, segundo alguns, mais por ódio de Agátocles do que por amor a Arsínoe.

## Queda de Agátocles
Agátocles acabaria por se envolver em conflitos com Tlepólemo, o governador da cidade de Pelúsio, que mobilizou a população de Alexandria contra Agátocles.  Este foi morto por seus amigos para não cair nas mãos do povo   e Tlepómeno tornou-se o novo regente.

## Regência de Tlepólemo
Tlepólemo passava boa parte do dia com seus jovens amigos, bebendo e gastando o dinheiro do Estado. Na parte do dia em que ele dava audiências, ele esbanjava a fortuna real com presentes para qualquer um que tivesse vindo da Grécia, ou os atores do teatro, soldados ou generais; ele era incapaz de se recusar a dar dinheiro a quem se tornasse agradável.
Isso se tornou um círculo vicioso: quem recebia seus favores exagerava nas expressões de agradecimento, e Tlepólemo, ouvindo os elogios e brindes feitos a si, lendo as inscrições em sua honra, e ouvindo os poemas cantados sobre ele, se tornou cada vez mais vaidoso, tornando-se ainda mais perdulário em presentes para estrangeiros e soldados.
Os cortesãos passaram a comparar Tlepólemo com Sosíbio, fazendo, do último, objeto de admiração. Ptolemeu, filho de Sosíbio, que havia havia passado um tempo na corte de Filipe V da Macedónia, passou a criticar Tlepólemo, Tlepólemo reuniu o conselho, protestou que o acusavam em segredo, e que ele os acusava na frente deles, e tomou o anel de Sosíbio, e passou a agir da forma que queria.

## Queda
Os textos antigos não mencionam o que aconteceu com Tlepólemo.[carece de fontes?] O próximo regente do Egito foi Aristomenes, da Acarnânia.